# Aéroport international Roman-Tmetuchl
L’aéroport international Roman-Tmetuchl (code IATA : ROR • code OACI : PTRO) connu avant 2006 comme l’aéroport international des Palaos ou aéroport international de Babeldaob/Koror, est le seul aéroport international des Palaos. Il se trouve dans l'État d'Airai, sur l'île de Babeldaob, laquelle est relié à la plus grande ville du pays Koror par le pont de Koror-Babeldaob.
Il est nommé d'après l'homme politique local Roman Tmetuchl.

## Situation
| Angaur Peleliu Koror |

## Statistiques
Pour des raisons techniques, il est temporairement impossible d'afficher le graphique qui aurait dû être présenté ici.

Voir la requête brute et les sources sur Wikidata.

## Compagnies et destinations
| Compagnies                  | Destinations                          |
| --------------------------- | ------------------------------------- |
| Caroline Islands Air        | Yap                                   |
| China Airlines              | Taïwan-Taoyuan                        |
| Pacific Missionary Aviation | Angaur, Peleliu                       |
| United Airlines             | Guam-A.-B.-Won-Pat, Manille-N. Aquino |

Édité le 12/10/2022